# Бантам (султанат)

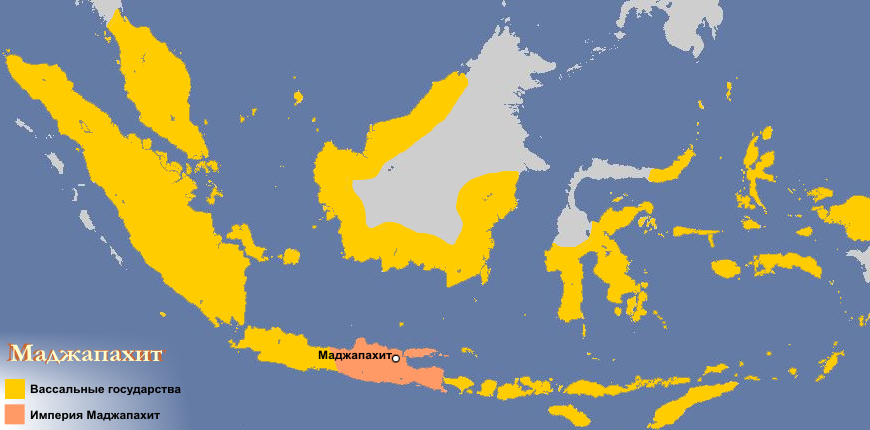
Маджапахит — государство, одним из осколков которого был Бантам

Банта́м (1526—1687 гг.) — мусульманское государство. Располагалось в западной части острова Ява, и образовалось после распада империи Маджапахит.

## История
Султанат был основан в 1526 году Сусухун Гунунг Джати (Фалета-ханом), после чего 158 лет управлялся местной династией.
До 1504 года Бантам являлся вассалом Демака.
В 1684 году, между последним султаном государства — Хаджи, и голландской Ост-Индийской кампанией был заключён договор, по которому султанат фактически терял независимость.
Хотя номинально переемственность правителей-марионеток продолжалась до 1809 года, в котором генерал-губернатор Херман В. Дэндельс изгнал местную династию, и Султанат Бантам официально стал частью Нидерландской колониальной империи.

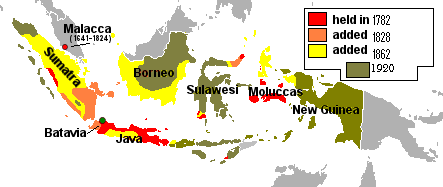
Расширение голландской Ост-Индийской компании

## Правители
| Правитель                                   | Начало правления | Конец правления |
| ------------------------------------------- | ---------------- | --------------- |
| Сусухун Гунунг Джати (Фалета-хан)           | 1526             | 1550            |
| Маулана Хасан ад-Дин (пангеран Себакинкинг) | 1550             | 1570            |
| Маулана Йусуф (пангеран Пасареан)           | 1570             | 1580            |
| Маулана Мухаммад (пангеран Седанграна)      | 1580             | 1596            |
| Султан Абдул Кадир                          | 1596             | 1651            |
| Абдул Фатих, султан Агунг                   | 1651             | 1682            |
| Абдул Кахар, султан Хаджи                   | 1682             | 1687            |